# Cocoa (Florida)
Cocoa es una ciudad ubicada en el condado de Brevard en el estado estadounidense de Florida. En el Censo de 2010 tenía una población de 17.140 habitantes y una densidad poblacional de 430,03 personas por km².

## Celebridades
- El comediante Carrot Top nació aquí.

## Geografía
Cocoa se encuentra ubicada en las coordenadas 28°22′39″N 80°45′53″O / 28.37750, -80.76472. Según la Oficina del Censo de los Estados Unidos, Cocoa tiene una superficie total de 39.86 km², de la cual 34.49 km² corresponden a tierra firme y (13.46%) 5.36 km² es agua.

## Demografía
Según el censo de 2010, había 17.140 personas residiendo en Cocoa. La densidad de población era de 430,03 hab./km². De los 17.140 habitantes, Cocoa estaba compuesto por el 59.17% blancos, el 31.32% eran afroamericanos, el 0.55% eran amerindios, el 1.06% eran asiáticos, el 0.27% eran isleños del Pacífico, el 4.85% eran de otras razas y el 2.78% pertenecían a dos o más razas. Del total de la población el 11.27% eran hispanos o latinos de cualquier raza.